# Llista de diputats del Parlament Europeu (2014-2019)
| EUE/EVN S&D | Els Verds-ALE ALDE | PPE ECR | EFDD NI |

Resultats de les eleccions del 2014:
EUE/EVN
S&D
Els Verds-ALE
ALDE
PPE
ECR
EFDD
NI

Aquesta és una llista dels diputats del Parlament Europeu de la vuitena legislatura (2014-2019). La cambra tenia 751 membres electes, repartits entre 28 estats membres.

## Llista de diputats

### Alemanya
| En la llista Unió Demòcrata Cristiana d'Alemanya: (PPE) 1. Burkhard Balz – fins al 31 d'agost del 2018 Stefan Gehrold – des del 20 de setembre del 2018 2. Reimer Böge 3. Elmar Brok 4. Daniel Caspary 5. Birgit Collin-Langen 6. Jan Christian Ehler 7. Karl-Heinz Florenz 8. Michael Gahler 9. Jens Gieseke 10. Ingeborg Gräßle 11. Peter Jahr 12. Dieter-Lebrecht Koch 13. Werner Kuhn 14. Werner Langen 15. Peter Liese 16. Norbert Lins 17. Thomas Mann 18. David McAllister 19. Markus Pieper 20. Godelieve Quisthoudt-Rowohl 21. Herbert Reul – fins al 6 de juliol del 2017 Dennis Radtke – des del 24 de juliol del 2017 22. Sven Schulze 23. Andreas Schwab 24. Renate Sommer 25. Sabine Verheyen 26. Axel Voss 27. Rainer Wieland 28. Hermann Winkler 29. Joachim Zeller En la llista Partit Socialdemòcrata d'Alemanya: (S&D) 1. Martin Schulz – fins al 10 de febrer del 2017 Arndt Kohn – des del 24 de febrer del 2017 2. Birgit Sippel 3. Udo Bullmann 4. Kerstin Westphal 5. Bernd Lange 6. Evelyne Gebhardt 7. Jens Geier 8. Jutta Steinruck – fins al 31 de desembre del 2017 Michael Detjen – des de l'1 de gener del 2018 9. Ismail Ertug 10. Sylvia-Yvonne Kaufmann 11. Matthias Groote – fins al 31 d'octubre del 2016 Tiemo Wölken – des del 14 de novembre del 2016 12. Ulrike Rodust 13. Dietmar Köster 14. Petra Kammerevert 15. Jo Leinen 16. Martina Werner 17. Peter Simon 18. Maria Noichl 19. Knut Fleckenstein 20. Gabriele Preuß 21. Joachim Schuster 22. Susanne Melior 23. Constanze Krehl 24. Arne Lietz 25. Jakob von Weizsäcker – fins al 6 de gener del 2019 Babette Winter – des del 10 de gener del 2019 26. Iris Hoffmann 27. Norbert Neuser | En la llista Aliança 90/Els Verds: (Els Verds-ALE) 1. Rebecca Harms 2. Sven Giegold 3. Ska Keller 4. Reinhard Bütikofer 5. Barbara Lochbihler 6. Jan Philipp Albrecht – fins al 2 de juliol del 2018 Romeo Franz – des del 3 de juliol del 2018 7. Helga Trüpel 8. Martin Häusling 9. Terry Reintke 10. Michael Cramer 11. Maria Heubuch En la llista L'Esquerra: (EUE-EVN) 1. Gabriele Zimmer 2. Thomas Händel 3. Cornelia Ernst 4. Helmut Scholz 5. Sabine Lösing 6. Fabio De Masi – fins al 23 d'octubre del 2017 Martin Schirdewan – des del 8 de novembre del 2017 7. Martina Michels En la llista Alternativa per Alemanya: (CRE) 1. Bernd Lucke (deixà el partit el juliol del 2015, s'uní a LKR) 2. Hans-Olaf Henkel (deixà el partit el juliol del 2015, s'uní a LKR, des del 13 de novembre del 2018 independent) 3. Bernd Kölmel (deixà el partit el juliol del 2015, s'uní a LKR, des del 13 de novembre del 2018 independent) 4. Beatrix von Storch (abandonà el grup CRE l'abril del 2016, s'uní al grup EFDD) – fins al 23 d'octubre del 2017) Jörg Meuthen – des del 8 de novembre del 2017 (EFDD) 5. Joachim Starbatty (deixà el partit el juliol del 2015, LKR, des del 13 de novembre del 2018 independent) 6. Ulrike Trebesius (deixà el partit el juliol del 2015, LKR, des del 13 de novembre del 2018 independent) 7. Marcus Pretzell (expulsat del grup CRE l'abril del 2016, des del de maig del 2016 al grup de l'Europa de les Nacions i de la Llibertat, i des del 14 de novembre del 2017 al partit alemany Die blaue Partei). En la llista Unió Social Cristiana de Baviera: (PPE) 1. Markus Ferber 2. Angelika Niebler 3. Manfred Weber 4. Monika Hohlmeier 5. Albert Dess En la llista Partit Democràtic Lliure: (ALDE) 1. Alexander Graf Lambsdorff – fins al 23 d'octubre del 2017 Nadja Hirsch – des del 8 de novembre del 2017 2. Michael Theurer – fins al 23 d'octubre del 2017 Wolf Klinz – des del 8 de novembre del 2017 3. Gesine Meißner En la llista Votants Lliures: (ALDE) 1. Ulrike Müller En la llista Partit Pirata: (Els Verds-ALE) 1. Julia Reda En la llista Partit de Protecció dels Animals: (EUE-EVN) 1. Stefan Eck (deixà el partit el 8 de gener del 2015) En la llista Partit Nacional Demòcrata d'Alemanya: (No inscrits) 1. Udo Voigt En la llista Partit de la Família d'Alemanya: (CRE) 1. Arne Gericke (des de l'1 de juny del 2017 fins al 14 d'octubre del 2018 de Votants lliures, des de llavors Bündnis C) En la llista Partit Ecològic Democràtic: (Els Verds-ALE) 1. Klaus Buchner En la llista Die PARTEI: (No inscrits) 1. Martin Sonneborn |

### Àustria
| En la llista Partit Popular d'Àustria: (PPE) 1. Othmar Karas 2. Elisabeth Köstinger – fins al 8 de novembre del 2017 Lukas Mandl – des del 30 de novembre del 2017 3. Paul Rübig 4. Claudia Schmidt 5. Heinz K. Becker En la llista Partit Socialdemòcrata d'Àustria: (S&D) 1. Eugen Freund 2. Evelyn Regner 3. Jörg Leichtfried – fins al 23 de juny del 2015 Karoline Graswander-Hainz – des del 9 de juliol del 2015 4. Karin Kadenbach 5. Josef Weidenholzer | En la llista Partit de la Llibertat: (No inscrits, des del 15 de juny del 2015 ENF) 1. Harald Vilimsky 2. Franz Oberdemayr 3. Georg Mayer 4. Barbara Kappel En la llista Els Verds - L'Alternativa Verda: (Els Verds-ALE) 1. Ulrike Lunacek – fins al 8 de novembre del 2017 Thomas Waitz – des del 10 de novembre del 2017 2. Michel Reimon 3. Monika Vana En la llista NEOS - La Nova Àustria: (ALDE) 1. Angelika Mlinar |

### Bèlgica
| Col·legi electoral neerlandòfon En la llista Nova Aliança Flamenca: (CRE) 1. Johan Van Overtveldt – fins al 10 d'octubre del 2014 Sander Loones – des del 14 d'octubre del 2014 fins l'11 de novembre del 2018 Ralph Packet – des del 22 de novembre del 2018 2. Helga Stevens 3. Mark Demesmaeker 4. Louis Ide – fins al 18 de desembre del 2014 Anneleen Van Bossuyt – des del 8 de gener del 2015 En la llista Liberals i Demòcrates Flamencs: (ALDE) 1. Guy Verhofstadt 2. Annemie Neyts-Uyttebroeck – fins al 31 de desembre del 2014 Hilde Vautmans – des de l'1 de gener del 2015 3. Philippe De Backer – fins al 2 de maig del 2016 Lieve Wierinck – des del 4 de maig del 2016 En la llista Cristià i Demòcrata Flamenc: (PPE) 1. Marianne Thyssen – fins al 31 d'octubre del 2014 Tom Vandenkendelaere – des del 6 de novembre del 2014 2. Ivo Belet En la llista Socialistische Partij Anders: (S&D) 1. Kathleen Van Brempt En la llista Groen: (Els Verds-ALE) 1. Bart Staes En la llista Vlaams Belang: (No inscrits, des del 15 de juny del 2015 a ENF) 1. Gerolf Annemans | Col·legi electoral francòfon En la llista Partit Socialista: (S&D) 1. Marie Arena 2. Marc Tarabella 3. Hugues Bayet En la llista Mouvement Réformateur: (ALDE) 1. Louis Michel 2. Frédérique Ries 3. Gérard Deprez En la llista Ecolo: (Els Verds-ALE) 1. Philippe Lamberts En la llista Centre Demòcrata Humanista: (PPE) 1. Claude Rolin Col·legi electoral germanòfon En la llista Partit Social Cristià: (PPE) 1. Pascal Arimont |

### Bulgària
| En la llista Ciutadans pel Desenvolupament Europeu de Bulgària: (PPE) 1. Andrey Kovatchev 2. Vladimir Urutchev 3. Eva Maydell 4. Emil Radev 5. Tomislav Donchev – fins al 6 de novembre del 2014 Andrey Novakov – des del 24 de novembre del 2014 6. Mariya Gabriel – fins al 6 de juliol del 2017 Asim Ademov – des del 14 de setembre del 2017 En la llista Partit Socialista Búlgar: (S&D) 1. Georgi Pirinski 2. Iliana Iotova – fins al 16 de gener del 2017 Petar Kurumbashev – des del 17 de gener del 2017 3. Sergei Stanishev 4. Momchil Nekov | En la llista Moviment pels Drets i les Llibertats: (ALDE) 1. Filiz Hyusmenova 2. Iskra Mihaylova 3. Nedzhmi Ali 4. Ilhan Kyuchyuk En la llista Bulgària Sense Censura: (CRE) 1. Nikolay Barekov (BWC, des del 4 d'abril del 2017 Reload Bulgaria) 2. Angel Dzhambazki (IMRO) En la llista Bloc Reformista: (PPE) 1. Svetoslav Malinov |

### Croàcia
| En la llista Coalició Patriòtica: - Unió Democràtica Croata (PPE) 1. Ivana Maletić 2. Andrej Plenković – fins al 13 d'octubre del 2016 Željana Zovko – des del 24 d'octubre del 2016 3. Dubravka Šuica 4. Davor Ivo Stier – fins al 13 d'octubre del 2016 Ivica Tolić – des del 24 d'octubre del 2016 - Partit Camperol Croat (PPE) 1. Marijana Petir (left the party in 2017) - Partit Croata dels Drets Dr. Ante Starčević (CRE) 1. Ruža Tomašić (left the party on 20 de novembre del 2014; des del 27 de gener del 2015 HKS) | En la llista Coalició Kukuriku: - Partit Socialdemòcrata de Croàcia (S&D) 1. Tonino Picula 2. Biljana Borzan - Partit Popular Croat – Demòcrates Liberals (ALDE) 1. Jozo Radoš (deixà el partit el 13 de juny del 2017) - Assemblea Democràtica Istriana (ALDE) 1. Ivan Jakovčić En la llista Desenvolupament Sostenible de Croàcia: (Els Verds-ALE) 1. Davor Škrlec (deixà el partit el 20 d'abril del 2016) |

### Dinamarca
| En la llista Partit Popular Danès: (CRE) 1. Jørn Dohrmann 2. Rikke Karlsson (deixà el partit el 16 d'octubre del 2015, des del 21 de febrer del 2018 No inscrit) 3. Morten Messerschmidt 4. Anders Primdahl Vistisen En la llista Socialdemòcrates: (S&D) 1. Ole Christensen 2. Jeppe Kofod 3. Christel Schaldemose En la llista Venstre: (ALDE) 1. Jens Rohde (deixà el partit el 20 de desembre del 2015) 2. Ulla Tørnæs – fins al 29 de febrer del 2016 Morten Løkkegaard – des del 3 de març del 2016 | En la llista Partit Popular Socialista: (Els Verds-ALE) 1. Margrete Auken En la llista Partit Popular Conservador: (PPE) 1. Bendt Bendtsen En la llista Moviment Popular Contra la UE: (EUE-EVN) 1. Rina Ronja Kari En la llista Esquerra Radical: (ALDE) 1. Morten Helveg Petersen |

### Eslovàquia
| En la llista Direcció – Socialdemocràcia: (S&D) 1. Monika Flašíková-Beňová 2. Boris Zala 3. Vladimír Maňka 4. Monika Smolková En la llista Moviment Democràtic Cristià: (PPE) 1. Anna Záborská 2. Miroslav Mikolášik En la llista Unió Democràtica i Cristiana Eslovaca – Partit Democràtic: (PPE) 1. Eduard Kukan (deixà el partit el 29 de setembre del 2016) 2. Ivan Štefanec (deixà el partit el 25 de febrer del 2015) | En la llista Gent Ordinària i Personalitats Independents: (CRE) 1. Branislav Škripek En la llista Nova Majoria: (CRE) 1. Jana Žitňanská En la llista Llibertat i Solidaritat: (ALDE; des del 8 d'octubre del 2014 CRE) 1. Richard Sulík En la llista Partit de la Coalició Hongaresa: (PPE) 1. Pál Csáky En la llista Most–Híd: (PPE) 1. József Nagy |

### Eslovènia
| En la llista Partit Democràtic Eslovè: (PPE) 1. Milan Zver 2. Romana Tomc 3. Patricija Šulin En la llista Nova Eslovènia-Partit Popular Eslovè: (PPE) 1. Lojze Peterle 2. Franc Bogovič | En la llista Verjamem: (Els Verds-ALE) 1. Igor Šoltes En la llista Socialdemòcrates: (S&D) 1. Tanja Fajon En la llista Partit Democràtic dels Pensionistes d'Eslovènia: (ALDE) 1. Ivo Vajgl |

### Espanya
| En la llista Partit Popular: (PPE) 1. Miguel Arias Cañete – fins al 31 d'octubre del 2014 Carlos Iturgaiz – des del 3 de novembre del 2014 2. Esteban González Pons 3. Teresa Jiménez-Becerril 4. Luis de Grandes Pascual 5. Pilar del Castillo 6. Ramón Luis Valcárcel 7. Rosa Estaràs 8. Francisco José Millán Mon 9. Pablo Zalba Bidegain – fins al 17 de novembre del 2016 José Ignacio Salafranca Sánchez-Neyra – des del 3 de gener del 2017 10. Verónica Lope Fontagne 11. Antonio López-Istúriz White 12. Santiago Fisas 13. Gabriel Mato Adrover 14. Pilar Ayuso González 15. Esther Herranz García 16. Agustín Díaz de Mera García Consuegra En la llista Partit Socialista Obrer Espanyol: (S&D) 1. Elena Valenciano 2. Ramón Jáuregui 3. Soledad Cabezón Ruiz 4. Juan Fernando López Aguilar (15 d'abril – 21 de juliol del 2015 No inscrits) 5. Iratxe García 6. Javier López Fernández 7. Inmaculada Rodríguez-Piñero 8. Enrique Guerrero Salom 9. Eider Gardiazabal Rubial 10. José Blanco López 11. Clara Aguilera García 12. Sergio Gutiérrez Prieto 13. Inés Ayala 14. Jonás Fernández Álvarez En la llista L'Esquerra Plural–Iniciativa per Catalunya Verds–Esquerra Unida: (EUE-EVN) 1. Willy Meyer Pleite – fins al 9 de juliol del 2014 Javier Couso Permuy – des del 15 de juliol del 2014 2. Paloma López Bermejo 3. Ernest Urtasun (ICV) (Els Verds-ALE) 4. Marina Albiol 5. Lidia Senra (Anova) 6. Ángela Rosa Vallina | En la llista Podem: (EUE-EVN) 1. Pablo Iglesias Turrión - fins al 27 d'octubre del 2015 Xabier Benito Ziluaga – des del 25 de novembre del 2015 2. Teresa Rodríguez – fins al 4 de març del 2015 Miguel Urbán Crespo – des del 5 de març del 2015 3. Carlos Jiménez Villarejo – fins al 31 de juliol del 2014 Tania González Peñas – des de l'11 de setembre del 2014 4. Lola Sánchez Caldentey 5. Pablo Echenique Robba – fins al 14 de març del 2015 Estefanía Torres Martínez – des del 25 de març del 2015 En la llista Unió, Progrés i Democràcia: (ALDE) 1. Francisco Sosa Wagner – fins al 19 d'octubre del 2014 Enrique Calvet Chambon – des del 20 de novembre del 2014 (deixà UPyD on 23 de juny del 2015) 2. Maite Pagazaurtundúa 3. Fernando Maura Barandiarán – fins al 24 de novembre del 2015 Teresa Giménez Barbat – des del 25 de novembre del 2015 (deixà UPyD on 7 d'abril del 2016) 4. Beatriz Becerra (deixà UPyD l'1 d'abril del 2016) En la llista Coalició per Europa: (ALDE) 1. Ramon Tremosa (CDC) 2. Izaskun Bilbao Barandica (PNB) 3. Francesc de Paula Gambús (UDC, deixà el partit l'11 de maig del 2016) (PPE) En la llista L'Esquerra pel Dret a Decidir: (Els Verds-ALE) 1. Josep Maria Terricabras i Nogueras (ERC) 2. Ernest Maragall i Mira (NECat) – fins al 30 de desembre del 2016 Jordi Solé i Ferrando (ERC) – des del 3 de gener del 2017 En la llista Ciutadans - Partit de la Ciutadania: (ALDE) 1. Javier Nart 2. Juan Carlos Girauta – fins l'11 de gener del 2016. Carolina Punset – des del 3 de febrer del 2016 (deixà el partit el 20 d'octubre del 2018 però continuà al grup.) En la llista Els Pobles Decideixen: (EUE-EVN) 1. Josu Juaristi (EH Bildu) – fins al 27 de febrer del 2018 Ana Miranda Paz (BNG, Els Verds-ALE) – des del 28 de febrer del 2018 En la llista Primavera Europea: (Els Verds-ALE) 1. Jordi Sebastià (Compromís) – fins al 9 d'octubre del 2016. Florent Marcellesi (Equo) – des de l'11 d'octubre del 2016 |

### Estònia
| En la llista Partit Reformista Estonià: (ALDE) 1. Andrus Ansip – fins al 31 d'octubre del 2014 Urmas Paet – des del 3 de novembre del 2014 2. Kaja Kallas – fins al 5 de setembre del 2018 Igor Gräzin – des del 6 de setembre del 2018 En la llista Partit del Centre Estonià: (ALDE) 1. Yana Toom En la llista Unió Pro Pàtria i Res Pública: (PPE) 1. Tunne Kelam | En la llista Partit Socialdemòcrata: (S&D) 1. Marju Lauristin – fins al 6 de novembre del 2017 Ivari Padar – des del 6 de novembre del 2017 Com a independent: (Els Verds-ALE) 1. Indrek Tarand |

### França
| En la llista Front Nacional (des de l'11 de març del 2018 Agrupament Nacional): (No inscrits; des del 15 de juny del 2015 ENF) 1. Louis Aliot – fins al 20 de juliol del 2017 France Jamet – des del 21 de juliol del 2017 2. Marie-Christine Arnautu 3. Nicolas Bay 4. Dominique Bilde 5. Marie-Christine Boutonnet 6. Steeve Briois 7. Aymeric Chauprade (deixà el FN el 10 de novembre del 2015, des del de gener del 2016 Les Français Libres. 24 de juny–9 de novembre del 2015 ENF, des del 17 d'abril del 2018 EFDD) 8. Mireille d'Ornano (des del 4 d'octubre del 2017 Les Patriotes i EFDD) 9. Édouard Ferrand – fins a l'1 de febrer del 2018 Jacques Colombier – des del 2 de febrer del 2018 10. Sylvie Goddyn (des del 20 d'octubre del 2018, independent i EFDD) 11. Bruno Gollnisch (continuà com a no inscrit quan es formà el grup ENF) 12. Jean-François Jalkh 13. Gilles Lebreton (Souveraineté, Indépendance et Libertés) 14. Marine Le Pen – fins al 18 de juny del 2017 Christelle Lechevalier – des del 19 de juny del 2017 15. Jean-Marie Le Pen (continuà com a no inscrit quan es formà el grup ENF) 16. Philippe Loiseau 17. Dominique Martin 18. Joëlle Mélin 19. Bernard Monot (des del 29 de maig del 2018 Debout la France i EFDD) 20. Sophie Montel (des del 4 d'octubre del 2017 fins al 22 de juny del 2018 Les Patriotes i EFDD, des del 13 de setembre del 2018 no inscrita) 21. Florian Philippot (deixà el partit el 21 de setembre del 2017, des del 4 d'octubre del 2017 Les Patriotes i EFDD) 22. Jean-Luc Schaffhauser 23. Mylène Troszczynski En la llista Unió per a un Moviment Popular (des del 30 de maig del 2015 Els Republicans): (PPE) 1. Michèle Alliot-Marie 2. Alain Cadec 3. Arnaud Danjean 4. Michel Dantin 5. Rachida Dati 6. Angélique Delahaye 7. Françoise Grossetête 8. Brice Hortefeux 9. Marc Joulaud 10. Philippe Juvin 11. Alain Lamassoure (deixà el partit el 25 d'octubre del 2017) 12. Jérôme Lavrilleux (deixà el partit el 16 d'octubre del 2014) 13. Constance Le Grip – fins al 30 de novembre del 2017 Geoffroy Didier – des del 1 de desembre del 2017 14. Nadine Morano 15. Élisabeth Morin-Chartier (deixà el partit el 21 de febrer del 2018) 16. Renaud Muselier 17. Maurice Ponga 18. Franck Proust 19. Tokia Saïfi (des del 14 de desembre del 2017 Agir) 20. Anne Sander | En la llista Partit Socialista-Partit Radical d'Esquerra: (S&D) 1. Éric Andrieu 2. Guillaume Balas (des del de novembre del 2017 Génération.s) 3. Pervenche Berès 4. Jean-Paul Denanot – fins al 10 de juny del 2018 Karine Gloanec Maurin – des de l'11 de juny del 2018 5. Sylvie Guillaume 6. Louis-Joseph Manscour 7. Édouard Martin 8. Emmanuel Maurel (des del 26 d'octubre fins al 5 de novembre del 2018 no inscrit, des del 6 de novembre del 2018 EUE-EVN) 9. Gilles Pargneaux 10. Vincent Peillon 11. Christine Revault d'Allonnes-Bonnefoy 12. Virginie Rozière (PRE) 13. Isabelle Thomas (des del novembre del 2017 Génération.s) En la llista Unió de Demòcrates i Independents–Moviment Demòcrata: (ALDE) 1. Jean Arthuis (UDI-AC) (des de l'1 de setembre del 2017 En marche!) 2. Jean-Marie Cavada (UDI-NC, gener–juny del 2015 Nous Citoyens, des del setembre del 2015 Génération Citoyens) 3. Marielle de Sarnez (MoDem) – fins al 17 de maig del 2017 Patricia Lalonde (UDI) – des del 18 de maig del 2017 4. Nathalie Griesbeck (MoDem) 5. Sylvie Goulard (MoDem, des del d'abril del 2017 En marche!) – fins al 17 de maig del 2017 Thierry Cornillet (Partit Radical) – des del 18 de maig del 2017 6. Dominique Riquet (UDI-Radical) 7. Robert Rochefort (MoDem) En la llista Europa Ecologia-Els Verds: (Els Verds-ALE) 1. José Bové 2. Karima Delli 3. Pascal Durand (deixà el partit l'1 de febrer del 2016) 4. Yannick Jadot 5. Eva Joly 6. Michèle Rivasi En la llista Front d'Esquerra: (EUE-EVN) 1. Patrick Le Hyaric (PCF) 2. Jean-Luc Mélenchon (PG) – fins al 18 de juny del 2017 Marie-Pierre Vieu – des del 19 de juny del 2017 3. Younous Omarjee (Union pour les Outremer) 4. Marie-Christine Vergiat Elegida com a candidata del Front Nacional, però deixà el partit abans de la constitució del parlament: (EFDD) 1. Joëlle Bergeron |

### Grècia
| En la llista Coalició de l'Esquerra Radical: (EUE-EVN) 1. Konstantinos Chrysogonos (deixà el partit el 6 d'octubre del 2018) 2. Manolis Glezos – fins al 8 de juliol del 2015 Nikolaos Chountis – des del 20 de juliol del 2015 (des de l'1 de setembre del 2015 Unitat Popular) 3. Georgios Katrougalos – fins al 26 de gener del 2015 Stelios Kouloglou – des del 27 de gener del 2015 4. Konstantina Kouneva 5. Dimitrios Papadimoulis 6. Sofia Sakorafa (deixà el partit el 28 de setembre del 2015) En la llista Nova Democràcia: (PPE) 1. Manolis Kefalogiannis 2. Giorgos Kyrtsos 3. Maria Spyraki 4. Eliza Vozemberg 5. Theodoros Zagorakis En la llista Alba Daurada: (No inscrits) 1. Georgios Epitidios 2. Lambros Foundoulis 3. Eleftherios Synadinos (deixà el partit el 25 d'abril del 2018) | En la llista Olivera - Alineació Democràtica: (S&D) 1. Nikos Androulakis 2. Eva Kaili En la llista To Potami: (S&D) 1. Giorgos Grammatikakis 2. Miltiadis Kyrkos En la llista Partit Comunista de Grècia: (No inscrits) 1. Konstantinos Papadakis 2. Sotirios Zarianopoulos En la llista Grecs Independents: (CRE) 1. Notis Marias (deixà el partit el 6 de gener del 2015) |

### Hongria
| En la llista Fidesz–Partit Popular Democristià: (PPE) 1. Ildikó Gáll-Pelcz – fins al 31 d'agost del 2017 Lívia Járóka – des del 15 de setembre del 2017 2. József Szájer 3. László Tőkés 4. Tamás Deutsch 5. András Gyürk 6. Kinga Gál 7. György Schöpflin 8. Norbert Erdős 9. Andrea Bocskor 10. Andor Deli 11. Ádám Kósa 12. György Hölvényi (KDNP) En la llista Jobbik: (No inscrits) 1. Krisztina Morvai 2. Zoltán Balczó 3. Béla Kovács (deixà el partit el 6 de desembre del 2017) | En la llista Partit Socialista Hongarès: (S&D) 1. Tibor Szanyi 2. István Ujhelyi En la llista Coalició Democràtica: (S&D) 1. Csaba Molnár 2. Péter Niedermüller En la llista Junts 2014–Diàleg per a Hongria: (Els Verds-ALE) 1. Benedek Jávor En la llista La política pot ser diferent: (Els Verds-ALE) 1. Tamás Meszerics (independent, deixà el partit el 22 d'octubre del 2018) |

### Irlanda
| Candidats del Fine Gael: (PPE) 1. Deirdre Clune 2. Brian Hayes 3. Seán Kelly 4. Mairead McGuinness Candidats del Sinn Féin: (EUE-EVN) 1. Lynn Boylan 2. Matt Carthy 3. Liadh Ní Riada | Candidat del Fianna Fáil, però expulsat un mes després de les eleccions: (CRE) 1. Brian Crowley Com a candidats independents: 1. Nessa Childers (S&D) 2. Luke 'Ming' Flanagan (EUE-EVN) 3. Marian Harkin (ALDE) |

### Itàlia
| En la llista Partit Democràtic: (S&D) 1. Brando Benifei 2. Goffredo Bettini 3. Simona Bonafé 4. Mercedes Bresso 5. Renata Briano 6. Nicola Caputo 7. Caterina Chinnici 8. Sergio Cofferati (fins al 19 de gener del 2015, des del de novembre del 2015 Esquerra Italiana) 9. Silvia Costa 10. Andrea Cozzolino 11. Nicola Danti 12. Paolo De Castro 13. Isabella De Monte 14. Enrico Gasbarra 15. Elena Gentile 16. Michela Giuffrida 17. Roberto Gualtieri 18. Cécile Kyenge 19. Alessandra Moretti – fins a l'1 de febrer del 2015 Damiano Zoffoli – des del 18 de febrer del 2015 20. Luigi Morgano 21. Alessia Mosca 22. Pier Antonio Panzeri (des del 25 de febrer del 2017 Demòcrates i Progressistes) 23. Massimo Paolucci (des del 25 de febrer del 2017 Demòcrates i Progressistes) 24. Pina Picierno 25. Gianni Pittella – fins al 22 de març del 2018 Giuseppe Ferrandino – des del 17 d'abril del 2018 26. David Sassoli 27. Elly Schlein (deixà el partit el 9 de juliol del 2015) 28. Renato Soru (des del 10 de maig del 2016 fins al 15 de maig del 2017 No inscrit) 29. Patrizia Toia 30. Daniele Viotti 31. Flavio Zanonato (des del 25 de febrer del 2017 Demòcrates i Progressistes) En la llista Moviment 5 Estrelles: (EFDD) 1. Isabella Adinolfi 2. Marco Affronte (des de l'11 de gener del 2017 Els Verds-ALE) 3. Laura Agea 4. Daniela Aiuto 5. Tiziana Beghin 6. David Borrelli (des del 13 de febrer del 2018 No inscrit) 7. Fabio Massimo Castaldo 8. Ignazio Corrao 9. Rosa D'Amato 10. Eleonora Evi 11. Laura Ferrara 12. Giulia Moi 13. Piernicola Pedicini 14. Dario Tamburrano 15. Marco Valli 16. Marco Zanni (des de l'11 de gener del 2017 ENF) 17. Marco Zullo | En la llista Força Itàlia: (PPE) 1. Salvatore Cicu 2. Alberto Cirio 3. Lara Comi 4. Raffaele Fitto (des del 28 de gener del 2017 CRE) 5. Elisabetta Gardini 6. Fulvio Martusciello 7. Barbara Matera 8. Alessandra Mussolini (des del 30 de novembre fins a l'11 de desembre del 2016 No inscrita) 9. Aldo Patriciello 10. Salvo Pogliese – fins al 14 de juliol del 2018 Giovanni Miccichè – del 19 de juliol del 2018 al 19 d'agost del 2018 Innocenzo Leontini – des del 20 d'agost del 2018 11. Remo Sernagiotto (des del 28 de gener del 2017 CRE) 12. Antonio Tajani 13. Giovanni Toti – fins al 9 de juliol del 2015 Stefano Maullu – des del 13 de juliol del 2015 En la llista Lliga Nord: (No inscrits, des del 15 de juny del 2015 ENF) 1. Mara Bizzotto 2. Mario Borghezio 3. Gianluca Buonanno – fins al 5 de juny del 2016 Angelo Ciocca – des del 7 de juliol del 2016 4. Flavio Tosi – fins al 8 de juliol del 2014 Lorenzo Fontana – des de l'11 de juliol del 2014 fins al 22 de març del 2018 Giancarlo Scottà – des del 17 d'abril del 2018 5. Matteo Salvini – fins al 22 de març del 2018 Danilo Oscar Lancini – des del 17 d'abril del 2018 En la llista Nou Centredreta–Unió dels Demòcrates Cristians i de Centre: (PPE) 1. Lorenzo Cesa 2. Giovanni La Via 3. Massimiliano Salini (des de l'1 d'octubre del 2015 FI) En la llista L'altra Europa: (EUE-EVN) 1. Eleonora Forenza 2. Curzio Maltese 3. Barbara Spinelli (deixà el partit el 18 de maig del 2015) En la llista Partit Popular del Tirol del Sud: (PPE) 1. Herbert Dorfmann |

### Letònia
| En la llista Unitat: (PPE) 1. Valdis Dombrovskis – fins al 31 d'octubre del 2014 Inese Vaidere – des de l'1 de novembre del 2014 2. Sandra Kalniete 3. Artis Pabriks – fins al 5 de novembre del 2018 Kārlis Šadurskis – des del 28 de novembre del 2018 4. Arturs Krišjānis Kariņš – fins al 23 de gener del 2019 Aleksejs Loskutovs – des del 24 de gener del 2019 En la llista Aliança Nacional: (CRE) 1. Roberts Zīle | En la llista Partit Socialdemòcrata «Harmonia»: (S&D) 1. Andrejs Mamikins (deixà el partit el juny del 2018) En la llista Unió de Verds i Agricultors: (EFDD, 16 oct 2014–27 abr 2015 No inscrits, des del 27 d'abril del 2015 ALDE) 1. Iveta Grigule (LZS) En la llista Unió Russa de Letònia: (Els Verds-ALE) 1. Tatjana Ždanoka – fins al 4 de març del 2018 Miroslavs Mitrofanovs – des del 5 de març del 2018 |

### Lituània
| En la llista Unió Patriòtica - Democristians Lituans: (PPE) 1. Algirdas Saudargas 2. Gabrielius Landsbergis – fins al 12 de maig del 2016 Laima Andrikienė – des del 30 de maig del 2016 En la llista Partit Socialdemòcrata de Lituània: (S&D) 1. Zigmantas Balčytis 2. Vilija Blinkevičiūtė En la llista Moviment dels Liberals: (ALDE) 1. Antanas Guoga (deixà el partit i des del 5 d'octubre del 2016 al PPE) 2. Petras Auštrevičius | En la llista Ordre i Justícia: (EFDD) 1. Rolandas Paksas 2. Valentinas Mazuronis (des del 19 de maig del 2015 al Partit del Treball i ALDE, deixà el Partit del Treball el 7 de novembre del 2017) En la llista Partit del Treball: (ALDE) 1. Viktor Uspaskich En la llista Acció Electoral dels Polonesos a Lituània: (CRE) 1. Valdemar Tomasevski En la llista Unió Lituana d'Agricultors i Verds: (Els Verds-ALE) 1. Bronis Ropė |

### Luxemburg
| En la llista Partit Popular Social Cristià: (PPE) 1. Viviane Reding – fins a l'1 de setembre del 2018 Christophe Hansen – des del 2 de setembre del 2018 Georges Bach 1. Frank Engel En la llista Els Verds: (Els Verds-ALE) 1. Claude Turmes – fins al 19 de juny del 2018 Tilly Metz – des del 20 de juny del 2018 | En la llista Partit Democràtic: (ALDE) 1. Charles Goerens En la llista Partit Socialista dels Treballadors: (S&D) 1. Mady Delvaux-Stehres |

### Malta
| En la llista Partit Nacionalista: (PPE) 1. Roberta Metsola 2. David Casa 3. Therese Comodini Cachia – fins al 23 de juny del 2017 Francis Zammit Dimech – des del 24 de juny del 2017 | En la llista Partit Laborista: (S&D) 1. Alfred Sant 2. Miriam Dalli 3. Marlene Mizzi |

### Països Baixos
| En la llista Crida Demòcrata Cristiana: (PPE) 1. Annie Schreijer-Pierik 2. Lambert van Nistelrooij 3. Esther de Lange 4. Jeroen Lenaers 5. Wim van de Camp En la llista Demòcrates 66: (ALDE) 1. Sophie in 't Veld 2. Gerben-Jan Gerbrandy 3. Marietje Schaake 4. Matthijs van Miltenburg En la llista Partit per la Llibertat: (No inscrits, des del 15 de juny del 2015 ENF) 1. Olaf Stuger 2. Marcel de Graaff 3. Vicky Maeijer – fins al 15 de març del 2017 André Elissen – des del 13 de juny del 2017 4. Hans Jansen – fins al 5 de maig del 2015 Auke Zijlstra – des de l'1 de setembre del 2015 (No inscrits de l'1 al 7 de setembre del 2015) En la llista Partit Popular per la Llibertat i la Democràcia: (ALDE) 1. Jan Huitema 2. Hans van Baalen 3. Cora van Nieuwenhuizen – fins al 25 d'octubre del 2017 Caroline Nagtegaal – des del 14 de novembre del 2017 | En la llista Partit del Treball: (S&D) 1. Paul Tang 2. Agnes Jongerius 3. Kati Piri En la llista Partit Socialista: (EUE-EVN) 1. Anne-Marie Mineur 2. Dennis de Jong En la llista Unió Cristiana–Partit Polític Reformat: (CRE) 1. Peter van Dalen (UC) 2. Bas Belder (SGP) En la llista Esquerra Verda: (Els Verds-ALE) 1. Bas Eickhout 2. Judith Sargentini En la llista Partit pels Animals: (GUE/NGL Group) 1. Anja Hazekamp |

### Polònia
| En la llista Plataforma Cívica: (PPE) 1. Michał Boni 2. Jerzy Buzek 3. Danuta Hübner 4. Danuta Jazłowiecka 5. Agnieszka Kozłowska-Rajewicz 6. Barbara Kudrycka 7. Janusz Lewandowski 8. Elżbieta Łukacijewska 9. Jan Olbrycht 10. Julia Pitera 11. Marek Plura 12. Dariusz Rosati 13. Jacek Saryusz-Wolski (des del 23 de març del 2017 No inscrits) 14. Adam Szejnfeld 15. Róża Thun 16. Jarosław Wałęsa 17. Bogdan Wenta – fins al 5 de novembre del 2018 Bogusław Sonik – des del 20 de novembre del 2018 18. Bogdan Zdrojewski 19. Tadeusz Zwiefka En la llista Dret i Justícia: (CRE) 1. Ryszard Czarnecki 2. Andrzej Duda – fins al 25 de maig del 2015 Edward Czesak – des de l'11 de juny del 2015 3. Anna Fotyga 4. Beata Gosiewska 5. Marek Gróbarczyk – fins al 15 de novembre del 2015 Czesław Hoc – des del 27 de novembre del 2015 6. Dawid Jackiewicz – fins al 15 de novembre del 2015 Sławomir Kłosowski – des del 27 de novembre del 2015 7. Marek Jurek 8. Karol Karski 9. Zdzisław Krasnodębski 10. Zbigniew Kuźmiuk 11. Ryszard Legutko 12. Stanisław Ożóg 13. Bolesław Piecha 14. Mirosław Piotrowski (deixà el partit el 9 d'octubre del 2014) 15. Tomasz Poręba 16. Kazimierz Michał Ujazdowski (deixà el partit el 3 de gener del 2017, des del 13 d'abril del 2018 No-inscrit) 17. Jadwiga Wiśniewska 18. Janusz Wojciechowski – fins al 7 de maig del 2016 Urszula Krupa – des del 24 de juny del 2016 19. Kosma Złotowski | En la llista Aliança Democràtica d'Esquerra–Unió del Treball: (S&D) 1. Adam Gierek 2. Bogusław Liberadzki 3. Krystyna Łybacka 4. Janusz Zemke En la llista Congrés de la Nova Dreta: (No inscrits, des del 15 de juny del 2015 ENF) 1. Robert Iwaszkiewicz (des del 20 d'octubre del 2014 EFDD) 2. Janusz Korwin-Mikke (deixà el partit el 22 de gener del 2015) – fins l'1 de març del 2018 Dobromir Sośnierz – des del 22 de març del 2018 3. Michał Marusik 4. Stanisław Żółtek En la llista Partit Popular Polonès: (PPE) 1. Andrzej Grzyb 2. Krzysztof Hetman 3. Jarosław Kalinowski 4. Czesław Siekierski Elegida com a candidata de l'Aliança Democràtica d'Esquerra, però deixà el partit abans de la constitució del parlament: (S&D) 1. Lidia Geringer de Oedenberg |

### Portugal
| En la llista Partit Socialista: (S&D) 1. Francisco Assis 2. Maria João Rodrigues 3. Carlos Zorrinho 4. Elisa Ferreira – fins al 19 de juny del 2016 Manuel António dos Santos – des del 28 de juny del 2016 5. Ricardo Serrão Santos 6. Ana Maria Gomes 7. Pedro Silva Pereira 8. Liliana Rodrigues En la llista Portugal Endavant: (PPE) 1. Paulo Rangel (PSD) 2. Fernando Ruas (PSD) 3. Sofia Ribeiro (PSD) 4. Nuno Melo (CDS-PP) 5. Carlos Coelho (PSD) 6. Cláudia Aguiar (PSD) 7. José Manuel Fernandes (PSD) | En la llista Coalició Democràtica Unitària: (EUE-EVN) 1. João Ferreira 2. Inês Zuber – fins al 30 de gener del 2016 João Pimenta Lopes – des del 31 de gener del 2016 3. Miguel Viegas En la llista Partit de la Terra: (ALDE) 1. António Marinho e Pinto (deixà el partit el setembre del 2014) 2. José Inácio Faria (des del 12 de desembre del 2016 PPE) En la llista Bloc d'Esquerra: (EUE-EVN) 1. Marisa Matias |

### Regne Unit
| En la llista UKIP: (EFDD) 1. Stuart Agnew (des del 16 de gener del 2019 ENF) 2. Tim Aker (deixà el partit el 5 de desembre del 2018) 3. Jonathan Arnott (deixà el partit el 19 de gener del 2018) 4. Janice Atkinson (expulsada del partit, a ENF des del 15 de juny del 2015) 5. Amjad Bashir (s'uní al Partit Conservador i al CRE el 23 de gener del 2015) 6. Gerard Batten (No inscrit 8 de desembre del 2018-16 de gener del 2019, des de llavors ENF) 7. Louise Bours (deixà el partit el 22 de novembre del 2018) 8. James Carver (deixà el partit el 28 de maig del 2018, No inscrits) 9. David Coburn (deixà el partit el 7 de desembre del 2018) 10. Jane Collins (des del 16 de gener del 2019 ENF) 11. William Legge, 10th Earl of Dartmouth\|William Dartmouth (deixà el partit el 19 d'octubre del 2018) 12. Bill Etheridge (deixà el partit l'1 d'octubre del 2018) 13. Nigel Farage (deixà el partit el 4 de desembre del 2018) 14. Ray Finch 15. Nathan Gill (deixà el partit el 6 de desembre del 2018) 16. Roger Helmer – fins al 31 de juliol del 2017 Jonathan Bullock – des de l'1 d'agost del 2017 (deixà el partit el 9 de desembre del 2018) 17. Mike Hookem 18. Diane James (No inscrits des del 20 de novembre del 2016) 19. Paul Nuttall (deixà el partit el 7 de desembre del 2018) 20. Patrick O'Flynn (deixà el partit el 27 de desembre del 2018) 21. Margot Parker 22. Julia Reid (deixà el partit el 8 de desembre del 2018) 23. Jill Seymour 24. Steven Woolfe (No inscrits des del 24 d'octubre del 2016) En la llista Partit Laborista: (S&D) 1. Lucy Anderson 2. Paul Brannen 3. Richard Corbett 4. Seb Dance 5. Anneliese Dodds – fins al 8 de juny del 2017 John Howarth – des del 30 de juny del 2017 6. Neena Gill 7. Theresa Griffin 8. Mary Honeyball 9. Richard Howitt – fins a l'1 de novembre del 2016 Alex Mayer – des del 15 de novembre del 2016 10. Afzal Khan (British politician)\|Afzal Khan – fins al 8 de juny del 2017 Wajid Khan – des del 29 de juny del 2017 11. Judith Kirton-Darling 12. David Martin 13. Linda McAvan 14. Clare Moody 15. Claude Moraes 16. Siôn Simon 17. Catherine Stihler – fins al 31 de gener del 2019 18. Derek Vaughan 19. Julie Ward 20. Glenis Willmott – fins al 2 d'octubre del 2017 Rory Palmer – des del 3 d'octubre del 2017 | En la llista Partit Conservador: (CRE) 1. Richard Ashworth (des del 28 de febrer del 2018 EPP) 2. Philip Bradbourn – fins al 19 de desembre del 2014 Daniel Dalton – des del 8 de gener del 2015 3. David Campbell Bannerman 4. Nirj Deva 5. Ian Duncan – fins al 22 de juny del 2017 Nosheena Mobarik – des del 8 de setembre del 2017 6. Vicky Ford – fins al 8 de juny del 2017 John Flack – des del 28 de juny del 2017 7. Jacqueline Foster 8. Ashley Fox 9. Julie Girling (des del 28 de febrer del 2018 PPE) 10. Daniel Hannan 11. Syed Kamall 12. Sajjad Karim 13. Timothy Kirkhope - fins al 5 d'octubre del 2016 John Procter – des del 17 de novembre del 2016 14. Andrew Lewer – fins al 8 de juny del 2017 Rupert Matthews – des del 29 de juny del 2017 15. Emma McClarkin 16. Anthea McIntyre 17. Kay Swinburne 18. Charles Tannock 19. Geoffrey Van Orden En la llista Partit Verd d'Anglaterra i Gal·les: (Els Verds-ALE) 1. Jean Lambert 2. Molly Scott Cato 3. Keith Taylor En la llista Partit Nacional Escocès: (Els Verds-ALE) 1. Ian Hudghton 2. Alyn Smith En la llista Liberal Demòcrates: (ALDE) 1. Catherine Bearder En la llista Plaid Cymru: (Els Verds-ALE) 1. Jill Evans Irlanda del Nord Com a candidata del Sinn Féin: (EUE-EVN) 1. Martina Anderson Com a candidata del Partit Unionista Democràtic: (No inscrits) 1. Diane Dodds Com a candidat del Partit Unionista de l'Ulster: (CRE) 1. Jim Nicholson |

### República Txeca
| En la llista ANO 2011: (ALDE) 1. Pavel Telička (deixà el partit el 5 de febrer del 2018) 2. Petr Ježek (deixà el partit el 5 de febrer del 2018) 3. Dita Charanzová 4. Martina Dlabajová En la llista TOP 09–Alcaldes i Independents: (PPE) 1. Jiří Pospíšil 2. Luděk Niedermayer 3. Jaromír Štětina 4. Stanislav Polčák (STAN) En la llista Partit Socialdemòcrata Txec: (S&D) 1. Jan Keller 2. Olga Sehnalová 3. Pavel Poc 4. Miroslav Poche | En la llista Partit Comunista de Bohèmia i Moràvia: (EUE-EVN) 1. Kateřina Konečná 2. Miloslav Ransdorf – fins al 22 de gener del 2016 Jaromír Kohlíček – des del 4 de febrer del 2016 3. Jiří Maštálka En la llista Unió Democristiana–Partit Popular Txecoslovac: (PPE) 1. Michaela Šojdrová 2. Pavel Svoboda 3. Tomáš Zdechovský En la llista Partit Democràtic Cívic: (CRE) 1. Jan Zahradil 2. Evžen Tošenovský En la llista Partit dels Ciutadans Lliures: (EFDD) 1. Petr Mach – fins al 31 d'agost del 2017 Jiří Payne – des del 5 de setembre del 2017 |

### Romania
| En la llista Partit Socialdemòcrata: (S&D) 1. Corina Crețu – fins al 31 d'octubre del 2014 \|Emilian Pavel – des de l'1 de novembre del 2014 2. Cătălin Ivan (des del 27 de setembre del 2018 independent i No inscrits) 3. Dan Nica 4. Maria Grapini 5. Damian Drăghici (deixà el partit el on 28 de novembre del 2016) 6. Daciana Sârbu (deixà el partit el 9 de juliol del 2018) 7. Ioan Mircea Pașcu 8. Viorica Dăncilă – fins al 28 de gener del 2018 Gabriela Zoană – des del 30 de gener del 2018 9. Sorin Moisă (fins al 21 de novembre del 2017, llavors No inscrits, i PPE des del 29 de novembre del 2017) 10. Victor Boștinaru 11. Claudiu Ciprian Tănăsescu 12. Doru-Claudian Frunzulică 13. Laurențiu Rebega (del 25 d'agost del 2015 al 2 de març del 2018 ENF, des del 3 d'abril del 2018 CRE) 14. Ana-Claudia Țapardel 15. Andi Cristea 16. Victor Negrescu – fins al 29 de juny del 2017 Răzvan Popa – des del 13 de setembre del 2017 En la llista Partit Nacional Liberal: (PPE) 1. Norica Nicolai (ALDE, deixà el partit el 12 d'octubre del 2015) 2. Adina-Ioana Vălean 3. Ramona Mănescu 4. Cristian Bușoi 5. Renate Weber (des del 17 de novembre del 2014 ALDE, deixà el partit el 10 de setembre del 2015) 6. Eduard Hellvig – fins a l'1 de març del 2015 Mihai Țurcanu – des del 2 de març del 2015 | En la llista Partit Demòcrata-Liberal (fusionat amb el Partit Nacional Liberal el 17 de novembre del 2014): (PPE) 1. Theodor Stolojan 2. Monica Macovei (deixà el partit el setembre del 2014, des del 27 d'octubre del 2015 CRE) 3. Traian Ungureanu 4. Marian-Jean Marinescu 5. Daniel Buda En la llista Unió Democràtica dels Hongaresos de Romania: (PPE) 1. Iuliu Winkler 2. Csaba Sógor En la llista Partit del Moviment Popular: (PPE) 1. Cristian Preda (deixà el partit el desembre del 2014) 2. Siegfried Mureșan (deixà el partit el 7 de maig del 2018) Com a independent: (ALDE) 1. Mircea Diaconu |

### Suècia
| En la llista Partit Socialdemòcrata de Suècia: (S&D) 1. Marita Ulvskog 2. Olle Ludvigsson 3. Jytte Guteland 4. Jens Nilsson – fins al 13 de març del 2018 Aleksander Gabelić – des del 4 d'abril del 2018 5. Anna Hedh En la llista Partit Verd: (Els Verds-ALE) 1. Isabella Lövin – fins al 2 d'octubre del 2014 Linnéa Engström – des del 8 d'octubre del 2014 2. Peter Eriksson – fins al 24 de maig del 2016 Jakop Dalunde – des del 7 de juny del 2016 3. Bodil Valero 4. Max Andersson En la llista Partit Moderat: (PPE) 1. Anna Maria Corazza Bildt 2. Gunnar Hökmark 3. Christofer Fjellner | En la llista Partit Popular Liberal: (ALDE) 1. Marit Paulsen – fins al 29 de setembre del 2015 Jasenko Selimovic – des del 30 de setembre del 2015 2. Cecilia Wikström En la llista Demòcrates de Suècia: (EFDD) 1. Kristina Winberg 2. [Peter Lundgren En la llista Partit de Centre: (ALDE) 1. Fredrick Federley En la llista Partit de l'Esquerra: (GUE/NGL Group) 1. Malin Björk En la llista Demòcrata-Cristians: (PPE) 1. Lars Adaktusson – fins al 23 de setembre del 2018 Anders Sellström – des del 3 d'octubre del 2018 En la llista Iniciativa Feminista: (S&D) 1. Soraya Post |

| \| En la llista Reagrupament Democràtic: (PPE) 1. Eleni Theocharous (des del 8 de març del 2016 a Moviment Solidaritat i CRE) 2. Christos Stylianides – fins al 31 d'octubre del 2014 Lefteris Christoforou – des del 3 de novembre del 2014 En la llista Partit Progressista del Poble Treballador: (EUE-EVN) 1. Neoklis Sylikiotis 2. Takis Hadjigeorgiou \| En la llista Partit Democràtic: (S&D) 1. Costas Mavrides En la llista Moviment per la Socialdemocràcia–Partit Verd de Xipre: (S&D) 1. Dimitris Papadakis (EDEK) \| 1. 2. 3. 4. 5. 6. 7. 8. 9. 10. 11. 12. 13. 14. 15. 16. 17. 18. - Eleccions al Parlament Europeu de 2014 | |
| En la llista Reagrupament Democràtic: (PPE) 1. Eleni Theocharous (des del 8 de març del 2016 a Moviment Solidaritat i CRE) 2. Christos Stylianides – fins al 31 d'octubre del 2014 Lefteris Christoforou – des del 3 de novembre del 2014 En la llista Partit Progressista del Poble Treballador: (EUE-EVN) 1. Neoklis Sylikiotis 2. Takis Hadjigeorgiou | En la llista Partit Democràtic: (S&D) 1. Costas Mavrides En la llista Moviment per la Socialdemocràcia–Partit Verd de Xipre: (S&D) 1. Dimitris Papadakis (EDEK) |